# Литературный курьер
«Литературный курьер» — литературный журнал, основанный и издаваемый Михаилом Моргулисом. Всего с 1981 по 1987 вышло 12 номеров.
Выходил сначала в Нью-Йорке (№№ 1-9), затем в городе Глен Эллин близ Чикаго. №№ 1-7 за 1982 и №№ 8-10 за 1983 выходили в виде ежемесячника объёмом 32 страницы каждый. Начиная с № 11 (1985) журнал предполагалось издавать ежеквартально (объёмом в 88 страниц), однако 12-й и последний номер вышел только в 1987.
Журнал богато иллюстрирован рисунками, фотоснимками и виньетками. Это был разносторонний периодический орган, который высоко ценился видными писателями и критиками. В журнале печатались произведения В. Аксёнова, М. Армалинского, Д. Бобышева, И. Бродского, В. Войновича, Н. Коржавина, Ю. Кублановского, Л. Лосева, В. Некрасова, С. Соколова, А. Цветкова.